# ザ・会議室
ザ・会議室（ざ かいぎしつ）は、2000年4月から、2001年3月にフジテレビで放送されていた深夜番組｢CX NUDE DV｣の1コーナー。｢CX NUDE DV｣の番組終了直前の2001年2月に、これまでの内容を収録した同名の番組本が発行されている。深夜4:00近い放送時間であったものの、視聴率は5%ほどあった。特に20代から30代の男性に人気のある番組であった。
伊集院光、山田五郎、みうらじゅんの日本を代表する(？)3人のブレーンが、頼まれもしないのに日本の未来を明るくするために毎回「新しい○○を考える」という議題をときに真剣に、主にくだらなく話し合う。伊集院の巧みな話芸・みうらの時に的を射たとんち・山田の幅広い知性という3名の個性がぶつかる実に生き生きとしたフリートークには、進行役の佐野瑞樹も度々脱線してトークに加わっていた。

## 出演者
- 伊集院光
- 山田五郎
- みうらじゅん - 時折自論をイラストで紹介
- 佐野瑞樹（フジテレビアナウンサー・司会進行）
  - 佐野アナが進行役として議題を進めていくが、「新しい家電製品を考える」では代理として、｢CX NUDE DV｣で伊集院・佐野アナと共に出演した内田恭子フジテレビアナウンサー（当時）が進行役を勤めた。しかし、3人の下ネタトークに音を上げ、半ば放心状態になり小声で「最悪…」と呟いた。
  - 新しい海の家を考える　というテーマで話し合われたコンセプトを基に、2000年夏に江ノ島にボサノバ.comという海の家をプロデュースし、天狗ラーメンなどの珍メニューを提供していた。

## 過去に取り上げられたテーマ
テーマは1999年から2000年の世相に合ったものが取り上げられることが多かった
順不同。
- 新しい都税を考える（1998年度、18年ぶりに都税が赤字になっている）
- 新しいキティちゃんグッズを考える
- プロ野球改革を考える　（当時、サッカー人気に押されプロ野球人気が下火になっていた）
- 新しいコンビニを考える
- 新しいテーマパークを考える
- 新しいトレカを考える
- 新しい家電製品を考える
- 新しい外食産業を考える
- 新しい公共ギャンブルを考える
- 新しい雑誌を考える　（雑誌の売り上げ伸び悩み、休刊が続いたため）
- 新しい修学旅行を考える
- 新しい大学を考える　（少子化により大学入学・卒業が以前より安易になったため）
- 新しい「ザ・会議室」を考える
- 新しい大相撲を考える　（若貴ブームが去り、相撲人気が下火になっていた）
- 新しいJ-POPを考える
- 新しい正月を考える
- 新しい公営ギャンブルを考える
- 伝統芸能を考える
- ドラえもんの新道具を考える
- 警察のイメージアップを考える　（この頃から警察の不祥事が続いた）
- 少子化対策を考える
- 新・禁煙を考える
- 新しい結婚式を考える（当時、佐野アナは最初の妻との結婚間近であったため企画された）
- 新しい保険を考える
- 新しい資格を考える

など

## スタッフ
- 企画　瑞光玲子（フジテレビ）、福本洋（フジテレビ）、石井智士（フジテレビ）
- プロデューサー　板野正
- ディレクター　花立慎一、川田昌弘
- 構成　柴田たかし、内堀隆志

## 書籍
- 『ザ・会議室』(共著） 光進社、2001年2月。ISBN 4877610561